# Ruisseau de Bay
Le Ruisseau de Bay est un cours d'eau affluent du ruisseau de Crieulon, donc un sous-affluent du fleuve le Vidourle. Il est situé dans le département du Gard, en France, dans l'ancienne région Languedoc-Roussillon donc dans la nouvelle région Occitanie.

## Toponyme
Son nom vient de l'occitan riu de bay qui signifie « ruisseau qui va ».

## Géographie
D'une longueur de 12,2 km, le ruisseau a pour confluent le ruisseau de Crieulon et pour affluents les ruisseaux de Riviély, de Vergalous, de la Font de Cannet et de la Baylenque.

### Communes et cantons traversés
Il traverse neuf communes notamment les communes de Lédignan et de Quissac et a une altitude moyenne de 132 m.

## Affluents
Le ruisseau de Bay a cinq affluents référencés :
- le ruisseau de Baylenque,
- le ruisseau de la Font de Cannet, avec deux affluents et rang de Strahler quatre.
- le ruisseau de Riviély, avec deux affluents et de rang de Strahler deux.
- la Souque,
- le ruisseau de Vergalous,

### Rang de Strahler
Donc son rang de Strahler est de cinq par le ruisseau de la Font de Cannet.